# Rhynchanthus
Rhynchanthus là một chi thực vật có hoa trong họ Zingiberaceae, được Joseph Dalton Hooker mô tả khoa học đầu tiên năm 1886.

## Phân bố
Các loài trong chi này là bản địa khu vực từ đông bắc Ấn Độ kéo dài về phía đông tới miền nam Trung Quốc cũng như về phía nam tới Thái Lan.

## Mô tả
Thân rễ dạng củ; rễ rậm lông. Lá không cuống hoặc cuống rất ngắn. Phiến lá thuôn dài-hình mác. Cành hoa bông thóc đầu cành. Đài hoa hình trụ, khía răng cưa không khác biệt. Ống tràng hoa dài, gần hình trụ. Các thùy tràng hình trứng-hình mũi mác, nhọn thon. Không nhị lép bên; cánh môi tiêu giảm thành dạng dấu vết; nhị hoa dài, thẳng, rìa cong, đỉnh hình chỉ; các khoang bao phấn tiếp giáp nhau, không mào. Bầu nhụy 3 ngăn; nhiều noãn. Vòi nhụy hình chỉ, đầu nhụy nhỏ, hình con quay-hình phễu cụt.

## Các loài
Tại thời điểm tháng 3 năm 2021 người ta ghi nhận chi này gồm 4 loài:
- Rhynchanthus beesianus W.W.Sm., 1918
- Rhynchanthus bluthianus Wittm., 1895
- Rhynchanthus johnianus Schltr., 1907
- Rhynchanthus longiflorus Hook.f., 1886 - Loài điển hình.